# واورچکا
واورچکا (اسلوونیایی: Vavrečka) یک منطقهٔ مسکونی در اسلواکی است که در Námestovo District واقع شده‌است.

## خصوصیات
واورچکا ۸٫۹۵۵ کیلومترمربع مساحت و ۱٬۲۹۰ نفر جمعیت دارد و ۶۴۸ متر بالاتر از سطح دریا واقع شده‌است.